# Mickey au Moyen Âge
Pour plus de détails, voir Fiche technique et Distribution.
Mickey au Moyen Âge (Ye Olden Days) est un dessin animé de Mickey Mouse produit par Walt Disney pour United Artists et sorti le 8 avril 1933.

## Synopsis
Une princesse (Minnie) doit se marier contre son gré au Prince (Dingo). Après son refus, le père de la princesse, le roi, l'enferme dans une haute tour. Le ménestrel Mickey est le spectateur de cette scène et décide de sauver la princesse. Aidés par la femme de chambre Clarabelle, ils confectionnent une corde avec les habits de cette dernière. Le roi les surprend. Il fait arrêter Mickey et se prépare à le faire décapiter quand Minnie demande de l'épargner. Mickey serait un chevalier que Minnie souhaite épouser. Le roi accepte et propose une joûte entre Mickey et le Prince. Mickey gagne et épouse Minnie.

## Fiche technique
- Titre original : Ye Olden Days
- Autres Titres[1] :
  - Allemagne : Prinzessin Minni
  - Espagne : El Juglar del rey
  - France : Mickey au Moyen Âge
  - Suède : Bålde riddersmän, I svunna tider
- Série : Mickey Mouse
- Réalisateur : Burt Gillett
- Animateur : Johnny Cannon
- Voix : Walt Disney (Mickey), Marcellite Garner (Minnie), Pinto Colvig (Dingo)
- Producteur : Walt Disney, John Sutherland
- Distributeur : United Artists
- Date de sortie : 8 avril 1933[2]
- Format d'image : Noir et Blanc
- Musique : Frank Churchill
- Son : Mono
- Durée : 8 minutes
- Langue : anglais
- Pays de production :  États-Unis

## Distribution

### Voix originales
- Walt Disney : Mickey Mouse
- Marcellite Garner : Minnie Mouse
- Pinto Colvig : Dingo

### Voix françaises
- Jean-François Kopf : Mickey Mouse
- Georges Costa : Mickey Mouse (chant)
- Marie-Charlotte Leclaire : Minnie Mouse
- Gérard Rinaldi : Dingo
- Patrice Baudrier : Le Roi

## Commentaires
Dingo est encore nommé dans ce film Dippy Dawg.
Une courte séquence de ce dessin animé a été reprise par John G. Blystone dans son film My Lips Betray (1933).
Le film a été colorisé en 1991.
La séquence avec la guillotine est un anachronisme car cet appareil n'existe pas au Moyen Âge puisqu'il fut mis en usage pour la première fois en France en 1792. toutefois des systèmes de décapitation plus ou moins analogues avaient été utilisés auparavant ailleurs en Europe.